# Leopold IV van Oostenrijk
Leopold IV van Oostenrijk ook bekend als Leopold de Vrijgevige en Leopold I van Beieren (circa 1108 - Abdij van Niederaltaich, 18 oktober 1141) was vanaf 1136 markgraaf van Oostenrijk en vanaf 1138 hertog van Beieren.

## Levensloop
Hij was de tweede zoon van markgraaf Leopold III de Heilige van Oostenrijk en Agnes van Waiblingen, de zus van keizer Hendrik IV van het Heilig Roomse Rijk. Het is niet bekend waarom hij en niet zijn oudere broer Adalbert als troonopvolger werd beschouwd. In 1136 volgde hij zijn vader op als markgraaf van Oostenrijk.
Nadat hertog Hendrik X de Trotse van Beieren in 1138 de nieuwe Heilig Roomse keizer Koenraad III weigerde te erkennen, werd hij afgezet. Vervolgens benoemde Koenraad Leopold tot de nieuwe hertog van Beieren. 
Als markgraaf van Oostenrijk kon hij in 1137 een akkoord sluiten met de bisschop van Passau. Leopold schonk de Sint-Petruskerk van Wenen aan de bisschop en kreeg in ruil een aantal landgoederen rond de stadswallen van Wenen met de garantie dat de bisschop op die landgoederen een kerk zou bouwen, wat later de Stephansdom zou worden.
In 1141 stierf hij onverwacht in de Beierse abdij van Niederaltaich. In 1138 was hij getrouwd met prinses Maria van Bohemen, dochter van hertog Soběslav I van Bohemen. Het huwelijk bleef echter kinderloos, waardoor hij na zijn dood als markgraaf van Oostenrijk en hertog van Beieren opgevolgd werd door zijn jongere broer Hendrik.

## Voorouders
| Voorouders van Leopold IV van Oostenrijk (1108–1141) | Voorouders van Leopold IV van Oostenrijk (1108–1141)                      | Voorouders van Leopold IV van Oostenrijk (1108–1141)                      | Voorouders van Leopold IV van Oostenrijk (1108–1141)                      | Voorouders van Leopold IV van Oostenrijk (1108–1141)                      | Voorouders van Leopold IV van Oostenrijk (1108–1141)                      | Voorouders van Leopold IV van Oostenrijk (1108–1141)                      | Voorouders van Leopold IV van Oostenrijk (1108–1141)                      | Voorouders van Leopold IV van Oostenrijk (1108–1141)                      |
| ---------------------------------------------------- | ------------------------------------------------------------------------- | ------------------------------------------------------------------------- | ------------------------------------------------------------------------- | ------------------------------------------------------------------------- | ------------------------------------------------------------------------- | ------------------------------------------------------------------------- | ------------------------------------------------------------------------- | ------------------------------------------------------------------------- |
| Overgrootouders                                      | Ernst de Strijdbare (1027–1075) ∞ Adelheid van Eilenburg (1030-1071)      | Ernst de Strijdbare (1027–1075) ∞ Adelheid van Eilenburg (1030-1071)      | Rapoto IV van Passau (–) ∞ Mathilde (-)                                   | Rapoto IV van Passau (–) ∞ Mathilde (-)                                   | Keizer Hendrik III (1017–1056) ∞ 909 Agnes van Poitou (1024–1077)         | Keizer Hendrik III (1017–1056) ∞ 909 Agnes van Poitou (1024–1077)         | Otto van Savoye (1021–1059) ∞ Adelheid van Susa (1014/20-1091)            | Otto van Savoye (1021–1059) ∞ Adelheid van Susa (1014/20-1091)            |
| Grootouders                                          | Leopold II van Oostenrijk (1050–1095) ∞ Ida van Cham (1055–1101)          | Leopold II van Oostenrijk (1050–1095) ∞ Ida van Cham (1055–1101)          | Leopold II van Oostenrijk (1050–1095) ∞ Ida van Cham (1055–1101)          | Leopold II van Oostenrijk (1050–1095) ∞ Ida van Cham (1055–1101)          | Keizer Hendrik IV (1050–1106) ∞ 909 Bertha van Savoye (1051–1087)         | Keizer Hendrik IV (1050–1106) ∞ 909 Bertha van Savoye (1051–1087)         | Keizer Hendrik IV (1050–1106) ∞ 909 Bertha van Savoye (1051–1087)         | Keizer Hendrik IV (1050–1106) ∞ 909 Bertha van Savoye (1051–1087)         |
| Ouders                                               | Leopold III van Oostenrijk (1073–1136) ∞ Agnes van Waiblingen (1072–1143) | Leopold III van Oostenrijk (1073–1136) ∞ Agnes van Waiblingen (1072–1143) | Leopold III van Oostenrijk (1073–1136) ∞ Agnes van Waiblingen (1072–1143) | Leopold III van Oostenrijk (1073–1136) ∞ Agnes van Waiblingen (1072–1143) | Leopold III van Oostenrijk (1073–1136) ∞ Agnes van Waiblingen (1072–1143) | Leopold III van Oostenrijk (1073–1136) ∞ Agnes van Waiblingen (1072–1143) | Leopold III van Oostenrijk (1073–1136) ∞ Agnes van Waiblingen (1072–1143) | Leopold III van Oostenrijk (1073–1136) ∞ Agnes van Waiblingen (1072–1143) |